# FA Cup Juvenil
La Copa FA Juvenil (FA Youth Cup) es una competición de fútbol de Inglaterra, en el que se enfrentan las divisiones Sub-18 de los equipos de la Premier League.
Manchester United es el club más exitoso de la competencia y lo ganó once veces.

## Finales
Se juegan dos finales. Abajo se muestran los resultados acumulados.
| Año       | Campeones               | Puntuación | Subcampeones            | Notas                               |
| --------- | ----------------------- | ---------- | ----------------------- | ----------------------------------- |
| 1952–53   | Manchester United       | 9–3        | Wolverhampton Wanderers |                                     |
| 1953–54   | Manchester United       | 5–4        | Wolverhampton Wanderers |                                     |
| 1954–55   | Manchester United       | 7–1        | West Bromwich Albion    |                                     |
| 1955–56   | Manchester United       | 4–3        | Chesterfield            |                                     |
| 1956–57   | Manchester United       | 8–2        | West Ham United         |                                     |
| 1957–58   | Wolverhampton Wanderers | 7–6        | Chelsea                 |                                     |
| 1958–59   | Blackburn Rovers        | 2–1        | West Ham United         |                                     |
| 1959–60   | Chelsea                 | 5–2        | Preston North End       |                                     |
| 1960–61   | Chelsea                 | 5–3        | Everton                 |                                     |
| 1961–62   | Newcastle United        | 2–1        | Wolverhampton Wanderers |                                     |
| 1962–63   | West Ham United         | 6–5        | Liverpool               |                                     |
| 1963–64   | Manchester United       | 5–2        | Swindon Town            |                                     |
| 1964–65   | Everton                 | 3–2        | Arsenal                 |                                     |
| 1965–66   | Arsenal                 | 5–3        | Sunderland              |                                     |
| 1966–67   | Sunderland              | 2–0        | Birmingham City         |                                     |
| 1967–68   | Burnley                 | 3–2        | Coventry City           |                                     |
| 1968–69   | Sunderland              | 6–3        | West Bromwich Albion    |                                     |
| 1969–70   | Tottenham Hotspur       | 1–1        | Coventry City           | Replay 2–2, 2º replay 1–0           |
| 1970–71   | Arsenal                 | 2–0        | Cardiff City            |                                     |
| 1971–72   | Aston Villa             | 5–2        | Liverpool               |                                     |
| 1972–73   | Ipswich Town            | 4–1        | Bristol City            |                                     |
| 1973–74   | Tottenham Hotspur       | 2–1        | Huddersfield Town       |                                     |
| 1974–75   | Ipswich Town            | 5–1        | West Ham United         |                                     |
| 1975–76   | West Bromwich Albion    | 5–0        | Wolverhampton Wanderers |                                     |
| 1976–77   | Crystal Palace          | 1–0        | Everton                 |                                     |
| 1977–78   | Crystal Palace          | 1–0        | Aston Villa             |                                     |
| 1978–79   | Millwall                | 2–0        | Manchester City         |                                     |
| 1979–80   | Aston Villa             | 3–2        | Manchester City         |                                     |
| 1980–81   | West Ham United         | 2–1        | Tottenham Hotspur       |                                     |
| 1981–82   | Watford                 | 7–6        | Manchester United       |                                     |
| 1982–83   | Norwich City            | 6–5        | Everton                 | Prórroga                            |
| 1983–84   | Everton                 | 4–2        | Stoke City              |                                     |
| 1984–85   | Newcastle United        | 4–1        | Watford                 |                                     |
| 1985–86   | Manchester City         | 3–1        | Manchester United       |                                     |
| 1986–87   | Coventry City           | 2–1        | Charlton Athletic       |                                     |
| 1987–88   | Arsenal                 | 6–1        | Doncaster Rovers        |                                     |
| 1988–89   | Watford                 | 2–1        | Manchester City         | Prórroga                            |
| 1989–90   | Tottenham Hotspur       | 3–2        | Middlesbrough           |                                     |
| 1990–91   | Millwall                | 3–0        | Sheffield Wednesday     |                                     |
| 1991–92   | Manchester United       | 6–3        | Crystal Palace          |                                     |
| 1992–93   | Leeds United            | 4–1        | Manchester United       |                                     |
| 1993–94   | Arsenal                 | 5–3        | Millwall                |                                     |
| 1994–95   | Manchester United       | 1–1        | Tottenham Hotspur       | Prórroga; 4–2 en tanda de penalties |
| 1995–96   | Liverpool               | 4–1        | West Ham United         |                                     |
| 1996–97   | Leeds United            | 3–1        | Crystal Palace          |                                     |
| 1997–98   | Everton                 | 5–3        | Blackburn Rovers        |                                     |
| 1998–99   | West Ham United         | 9–0        | Coventry City           |                                     |
| 1999–2000 | Arsenal                 | 5–1        | Coventry City           |                                     |
| 2000–01   | Arsenal                 | 6–3        | Blackburn Rovers        |                                     |
| 2001–02   | Aston Villa             | 4–2        | Everton                 |                                     |
| 2002–03   | Manchester United       | 3–1        | Middlesbrough           |                                     |
| 2003–04   | Middlesbrough           | 4–0        | Aston Villa             |                                     |
| 2004–05   | Ipswich Town            | 3–2        | Southampton             | Prórroga                            |
| 2005–06   | Liverpool               | 3–2        | Manchester City         |                                     |
| 2006–07   | Liverpool               | 2–2        | Manchester United       | Prórroga; 4–3 en tanda de penalties |
| 2007–08   | Manchester City         | 4–2        | Chelsea                 |                                     |
| 2008–09   | Arsenal                 | 6–2        | Liverpool               |                                     |
| 2009–10   | Chelsea                 | 3–2        | Aston Villa             |                                     |
| 2010–11   | Manchester United       | 6–3        | Sheffield United        |                                     |
| 2011–12   | Chelsea                 | 4–1        | Blackburn Rovers        |                                     |
| 2012–13   | Norwich City            | 4–2        | Chelsea                 |                                     |
| 2013–14   | Chelsea                 | 7–6        | Fulham                  |                                     |
| 2014–15   | Chelsea                 | 5–2        | Manchester City         |                                     |
| 2015–16   | Chelsea                 | 4–2        | Manchester City         |                                     |
| 2016–17   | Chelsea                 | 6–2        | Manchester City         |                                     |
| 2017–18   | Chelsea                 | 7–1        | Arsenal                 |                                     |
| 2018–19   | Liverpool               | 1–1        | Manchester City         | Prórroga; 5–3 en tanda de penalties |
| 2019–20   | Manchester City         | 3–2        | Chelsea                 |                                     |
| 2020–21   | Aston Villa             | 2–1        | Liverpool               |                                     |
| 2021–22   | Manchester United       | 3–1        | Nottingham Forest       |                                     |
| 2022–23   | West Ham United         | 5–1        | Arsenal                 |                                     |
| 2023–24   | Manchester City         | 4-0        | Leeds United            |                                     |

## Tabla de ganadores
| Club                    | Títulos | Subtítulos | Años campeones                                                   | Años Subcampeones                              |
| ----------------------- | ------- | ---------- | ---------------------------------------------------------------- | ---------------------------------------------- |
| Manchester United       | 11      | 4          | 1953, 1954, 1955, 1956, 1957, 1964, 1992, 1995, 2003, 2011, 2022 | 1982, 1986, 1993, 2007                         |
| Chelsea                 | 9       | 4          | 1960, 1961, 2010, 2012, 2014, 2015, 2016, 2017, 2018             | 1958, 2008, 2013, 2020                         |
| Arsenal                 | 7       | 3          | 1966, 1971, 1988, 1994, 2000, 2001, 2009                         | 1965, 2018, 2023                               |
| Manchester City         | 4       | 8          | 1986, 2008, 2020, 2024                                           | 1979, 1980, 1989, 2006, 2015, 2016, 2017, 2019 |
| Liverpool               | 4       | 4          | 1996, 2006, 2007, 2019                                           | 1963, 1972, 2009, 2021                         |
| West Ham United         | 4       | 4          | 1963, 1981, 1999, 2023                                           | 1957, 1959, 1975, 1996                         |
| Aston Villa             | 4       | 3          | 1972, 1980, 2002, 2021                                           | 1978, 2004, 2010                               |
| Everton                 | 3       | 4          | 1965, 1984, 1998                                                 | 1961, 1977, 1983, 2002                         |
| Tottenham Hotspur       | 3       | 2          | 1970, 1974, 1990                                                 | 1981, 1995                                     |
| Ipswich Town            | 3       | 0          | 1973, 1975, 2005                                                 |                                                |
| Crystal Palace          | 2       | 2          | 1977, 1978                                                       | 1992, 1997                                     |
| Sunderland              | 2       | 1          | 1967, 1969                                                       | 1966                                           |
| Millwall                | 2       | 1          | 1979, 1991                                                       | 1994                                           |
| Watford                 | 2       | 1          | 1982, 1989                                                       | 1985                                           |
| Leeds United            | 2       | 1          | 1993, 1997                                                       | 2024                                           |
| Newcastle United        | 2       | 0          | 1962, 1985                                                       |                                                |
| Norwich City            | 2       | 0          | 1983, 2013                                                       |                                                |
| Coventry City           | 1       | 4          | 1987                                                             | 1968, 1970, 1999, 2000                         |
| Wolverhampton Wanderers | 1       | 4          | 1958                                                             | 1953, 1954, 1962, 1976                         |
| Blackburn Rovers        | 1       | 3          | 1959                                                             | 1998, 2001, 2012                               |
| Middlesbrough           | 1       | 2          | 2004                                                             | 1990, 2003                                     |
| West Bromwich Albion    | 1       | 2          | 1976                                                             | 1955, 1969                                     |
| Burnley                 | 1       | 0          | 1968                                                             |                                                |
| Chesterfield            | 0       | 1          |                                                                  | 1956                                           |
| Preston North End       | 0       | 1          |                                                                  | 1960                                           |
| Swindon Town            | 0       | 1          |                                                                  | 1964                                           |
| Birmingham City         | 0       | 1          |                                                                  | 1967                                           |
| Cardiff City            | 0       | 1          |                                                                  | 1971                                           |
| Bristol City            | 0       | 1          |                                                                  | 1973                                           |
| Huddersfield Town       | 0       | 1          |                                                                  | 1974                                           |
| Stoke City              | 0       | 1          |                                                                  | 1984                                           |
| Charlton Athletic       | 0       | 1          |                                                                  | 1987                                           |
| Doncaster Rovers        | 0       | 1          |                                                                  | 1988                                           |
| Sheffield Wednesday     | 0       | 1          |                                                                  | 1991                                           |
| Southampton             | 0       | 1          |                                                                  | 2005                                           |
| Sheffield United        | 0       | 1          |                                                                  | 2011                                           |
| Fulham                  | 0       | 1          |                                                                  | 2014                                           |
| Nottingham Forest       | 0       | 1          |                                                                  | 2022                                           |